# Chó Field Spaniel
Chó Field Spaniel là một giống chó kích cỡ nằm ở tầm trung của loại chó Spaniel. Ban đầu giống chó này được phát triển để trở thành một giống chó chó có ngoại hình hoàn toàn màu đen vào cuối thế kỷ 19 và đầu thế kỷ 20 và không được ưa chuộng vì chúng có nhiệm vụ, công việc như một giống chó săn. Tuy nhiên, vào giữa thế kỷ 20, chúng được tái phát triển như trở thành một giống chó chân dài thích hợp hơn để sử dụng cho công việc tại nông trường. Giống chó Field Spaniel hiện nay được xem là một giống hiếm, và được đăng ký dưới hình thức một giống bản địa dễ bị tổn thương bởi Câu lạc bộ Chăm sóc Chó.

## Tính cách
Field Spaniel là một giống chó năng động và có tính tò mò, tuy vậy, giống chó này đảm nhận vai trò là một người bạn đồng hành tốt. Tuy nhiên, nếu bị bỏ lại một mình và không bận rộn trong một thời gian dài, chúng sẽ trở nên chán nản và bắt đầu các hành vi phá hoại. Khi được kết hợp thành một đàn, các con chó giống này phối hợp tốt với những con chó khác. Chúng nhìn chung ngoan ngoãn và có tính độc lập, không dễ bị kích thích như giống chó Cocker Spaniel. Bảng đánh giá về độ thông minh của các giống chó do Stanley Coren liệt kê, Chó Field Spaniel có kết quả trên mức trung bình trong phần trí thông minh trong lao động.